# 세바스티안 렐리오
세바스티안 렐리오(Sebastián Lelio, 1974년 3월 8일 ~ )는 칠레의 영화 감독, 영화 각본가, 영화 제작자, 영화 편집자이다. 영화 《판타스틱 우먼》으로 제90회 아카데미상 외국어영화상을 수상했다.

## 작품 목록
- 신성한 가족 (2006)
- 크리스마스 (2009)
- 호랑이의 해 (2011)
- 글로리아 (2013)
- 판타스틱 우먼 (2017)
- 디서비디언스 (2017)
- 글로리아 벨 (2019)
- 더 원더 (2022)
- 더 웨이브 (2025)